# Manuel Allendesalazar Muñoz de Salazar

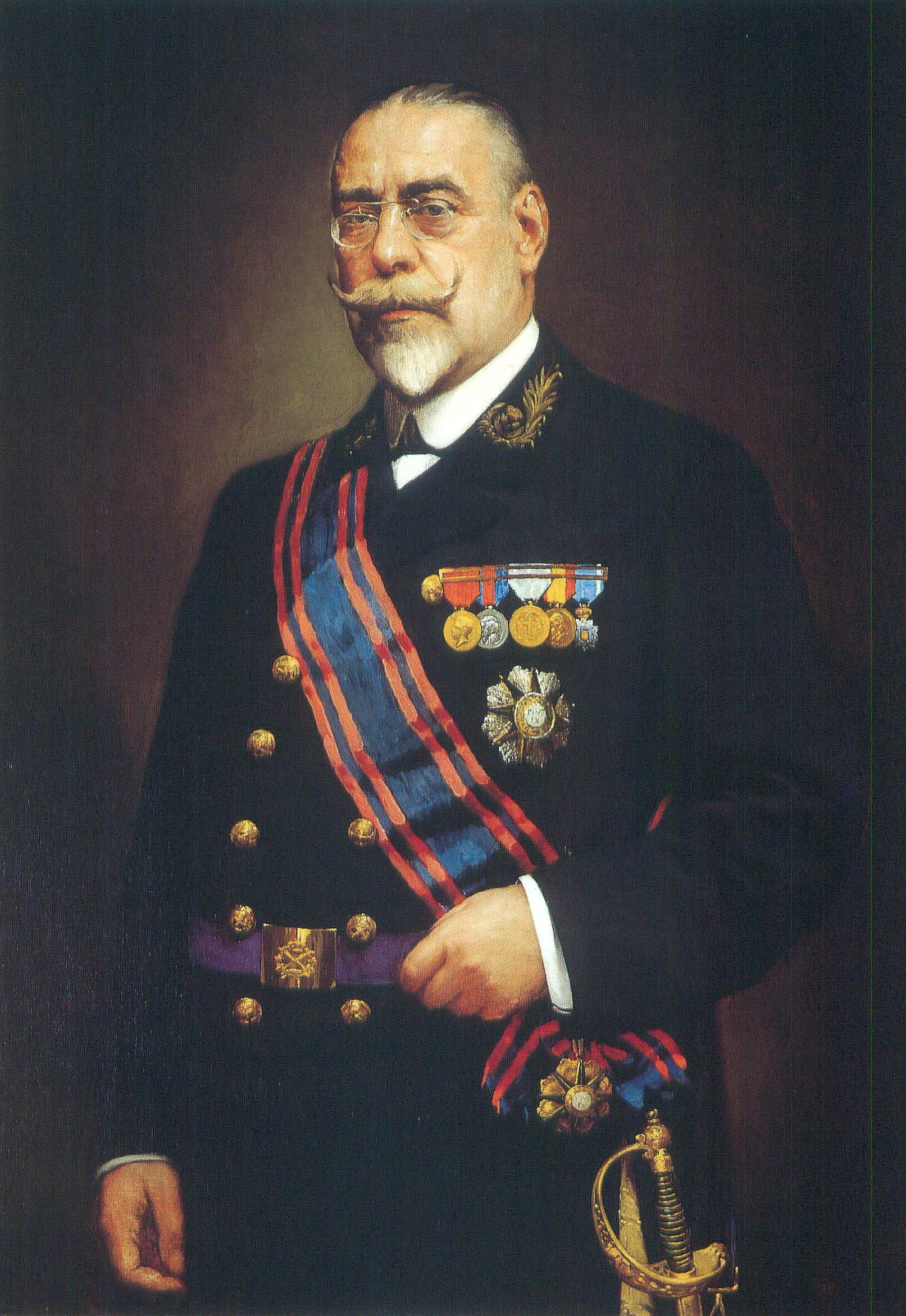
Manuel Allendesalazar Muñoz de Salazar

Manuel de Allendesalazar y Muñoz de Salazar (* 24. August 1856 in Guernica; † 17. Mai 1923 in Madrid) war ein spanischer Politiker und Ministerpräsident Spaniens (Presidente del Gobierno).

## Biografie

### Studium, Abgeordneter und Senator
Nach der Beendigung seiner Schullaufbahn begann er ein Studium der Agrarwissenschaften. Nach dem Abschluss als Agraringenieur 1879 war er zunächst als Professor an der Ingenieurschule (Escuela de Ingeniería) tätig.
Seine politische Laufbahn begann er am 27. April 1884 mit der erstmaligen Wahl zum Abgeordneten des Deputiertenkongresses (Congreso de los Diputados), wo er als Mitglied der Konservativen Verfassungspartei bis zum 5. März 1893 die Interessen des Wahlkreises Vizcaya vertrat.
Bei der Wahl vom 10. April 1898 wurde er zum Mitglied des Senats gewählt, in dem er in der Wahlperiode 1898 bis 1899 zunächst die Provinz Lleida vertrat, aber bereits am 2. Mai 1900 durch Königliches Dekret zum Senator auf Lebenszeit (Senador Vitalicio) ernannt wurde.
1900 war er für kurze Zeit auch Bürgermeister (Alcalde) von Madrid.

### Minister
Am 6. Juli 1900 wurde er von Francisco Silvela Le Vielleuze im Rahmen einer Kabinettsumbildung zum Schatzminister (Ministro de Hacienda) berufen. Dieses Amt behielt er auch in der darauf folgenden Regierung von Marcelo Azcárraga Palmero vom 23. Oktober 1900 bis zum 6. März 1901. Vom 6. Dezember 1902 bis zum 20. Juli 1903 gehörte er dem zweiten Kabinett von Silvela als Minister für öffentlichen Unterricht und schöne Künste (Ministro de Instrucción y Bellas Artes) an.
Antonio Maura Montaner ernannte ihn am 5. Dezember 1903 zum Minister für Landwirtschaft, Industrie, Handel und öffentliche Arbeiten (Ministro de Agricultura, Industria, Comercio y Obras Públicas) in seinem ersten Kabinett, dem er ein Jahr bis zum 5. Dezember 1904 angehörte. In dieser Zeit war er im Juli und August 1904 auch amtierender Innenminister (Ministro de Gobernación) während der Abwesenheit des Amtsinhabers sowie anschließend vom 5. bis 16. Dezember 1904 Innenminister. Als Landwirtschaftsminister setzte er sich besonders für die Förderung von Projekten zur Gewinnung von Ackerland ein, in dem trockenes Land durch Bewässerung fruchtbar gemacht wurde.
Anschließend wurde er im Dezember 1904 erstmals Gouverneur der Bank von Spanien (Banco de España) und übte dieses Amt bis zu seinem Rücktritt am 19. Dezember 1905 aus.
Am 25. Januar 1907 erfolgte durch Maura Montaner auch seine Berufung zum Außenminister (Ministro de Estado). Als solcher wirkte er mit am Zustandekommen der Abkommen von Cartagena (1907) und blieb bis zum 21. Oktober 1909 im Amt.
Anschließend zog er sich für mehr als zehn Jahre aus der Regierungspolitik zurück, um sich in Wirtschaftsunternehmen wie der Tabakmonopolverwaltung (Tabacalera) zu engagieren. Von April bis Dezember 1919 war er erneut Gouverneur der Bank von Spanien.
Zugleich war er von Juni bis Dezember 1919 war er auch Präsident des Senats.

### Zweimaliger Ministerpräsident
Am 12. Dezember 1919 wurde er als Nachfolger von Joaquín Sánchez de Toca Calvo erstmals selbst Ministerpräsident Spaniens (Presidente del Gobierno). In seiner bis zum 5. Mai 1920 amtierenden Regierung übernahm er zeitweise für jeweils eine Woche im Dezember 1919 auch das Amt des amtierenden Kriegsministers (Ministro de Guerra) und des amtierenden Innenministers. Im Februar 1920 war er außerdem drei Tage amtierender Entwicklungsminister (Ministro de Fomento) sowie vom 17. März bis zum 5. Mai 1920 auch amtierender Marineminister (Ministro de Marina).
Am 13. März 1921 löste er Gabino Bugallal Araújo als Ministerpräsident ab. Nach der vernichtenden Niederlage der spanischen Armee gegen die Rifkabylen bei der Schlacht von Annual am 22. Juli 1921 während des Rifkrieges, dem so genannten Desaster von Annual (Desastre de Annual), musste er nach einer anschließenden innenpolitischen Krise und der Forderung nach einem Umdenken in der Kolonialpolitik am 14. August 1921 seinen Rücktritt einreichen und wurde von Maura Montaner abgelöst.